# Нова српска демократија
Нова српска демократија (НСД, односно НОВА) је политичка странка у Црној Гори, која се бори за принципе парламентарне демократије, за равноправност и конститутивност српског народа у Црној Гори, поштовање људских права и слобода, правну државу, ефикасну привреду и остала начела садржана у страначком програму.
Предсједник НСД је Андрија Мандић, а сједиште странке је у Подгорици. Нова српска демократија је од оснивања 2012. године била чланица коалиције Демократски фронт до краја његовог постојања 2023. године. Затим је основала коалицију За будућност Црне Горе, заједно са Демократском народном партијом.
Од 2023. године, НСД је део владајуће већине у Црној Гори. Најпре је давала подршку у Скупштини, за чијег председника је изабран председник странке Андрија Мандић, да би од 23. јула 2024. године постала и део извршне власти када је за потпредседника Владе изабран њен члан Будимир Алексић, а за министре изабрани Славен Радуновић и Симонида Кордић.

## Историјат

### Настанак
Нова српска демократија (НСД) је настала крајем јануара 2009. године, уједињењем већинског дијела дотадашње Српске народне странке (СНС) са већинским дијелом љевичарске Народне социјалистичке странке Црне Горе (НСС). До уједињења је дошло након низа политичких потреса и сукоба унутар коалиције под називом Српска листа.
Процес уједињења је био покренут средином новембра 2008. године, када је руководство СНС предложило да се тадашња коалиција Српска листа трансформише у јединствену политичку странку, која би постала стожер за шире организационо обједињавање српских и просрпских политичких снага у Црној Гори. Иако је ова иницијатива наишла на почетно одобравање, убрзо се показало да се део руководства СНС залаже за редефинисање страначког програма на новим, грађанским основама, што је подразумевало одустајање од српске одреднице у називу будуће јединствене странке. Таква неочекивана залагања изазвала су узнемирење у страначким редовима, а такође су довела и до негативних реакција међу коалиционим партнерима у оквиру Српске листе.
Услед негодовања у страначкој бази и широј српској јавности, руководство СНС је средином децембра 2008. године одлучило да одустане од првобитне замисли о изостављању српске одреднице из назива будуће уједињене странке, али то није довело до обнове унутрашњег страначког јединства, нити до обнове повјерења међу коалиционим партнерима у оквиру Српске листе, тако да је замисао о ширем политичком обједињавању на крају доживјела неуспјех, пошто се у пракси свела на већински дио СНС и љевичарску Народну социјалистичку странку Црне Горе (НСС). Ове двије странке су се почетком 2009. године ујединиле у нову странку, под називом: Нова српска демократија, а за првог председника НСД изабран је Андрија Мандић, дотадашњи предсједник СНС. За потпредсједника изабран је Славен Радуновић, док је за предсједника Извршног одбора изабран Милутин Ђукановић.

### Дјелатност
На скупштинским изборима који су у Црној Гори одржани крајем марта 2009. године, НСД је наступила самостално, освојивши 29,883 гласова (9,06%), односно осам посланичких мандата, што је било испод очекивања страначког руководства. Иако је носилац изборне листе НСД био њен предсједник Андрија Мандић, број освојених гласова је био двоструко мањи у односу на укупан број гласова (64,473) које је Мандић добио као кандидат на ранијим предсједничким изборима, који су у Црној Гори одржани у априлу 2008. године. Пошто изборне листе осталих српских странака нијесу успјеле да пређу изборни цензус, НСД је тиме постала једина српска странка у Скупштини Црне Горе.

### Демократски фронт
У јулу 2012. године, НСД је учествовала у стварању политичке коалиције под називом Демократски фронт, за чијег је челника изабран Миодраг Лекић, који је у то вријеме био нестраначка личност.
Пошто је Демократски фронт настао као производ политичког компромиса између српских (НСД) и суверенистичких (ПЗП) чинилаца, руководство НСД је приликом усаглашавања коалиционог програма учинила одређене уступке.
На скупштинским изборима који су у Црној Гори одржани у октобру 2012. године, НСД је наступила у оквиру коалиције Демократски фронт, која је освојила 82.773 гласова (22,82%), односно 20 посланичких мандата, од чега је НСД добила 8 мандата.
На предсједничким изборима који су у Црној Гори одржани у априлу 2013. године, НСД је као чланица Демократског фронта подржала кандидатуру Миодрага Лекића, који је освојио 154,289 гласова (48.79%), изгубивши изборе у првом кругу.
На изборној скупштини НСД, која је одржана у мају 2013. године, за предсједника је по други пут изабран Андрија Мандић. За замјеника предсједника НСД изабран је Горан Даниловић, док су за потпредсједнике изабрани: Емило Лабудовић, Страхиња Булајић и Славен Радуновић.
На скупштинским изборима који су у Црној Гори одржани у октобру 2016. године, НСД је поново наступила у оквиру коалиције Демократски фронт, која је освојила 77.784 гласова (20,32%), односно 18 посланичких мандата, од чега је НСД добила 8 мандата.
На изборној скупштини НСД, која је одржана у мају 2017. године, за предсједника је по трећи пут изабран Андрија Мандић, док су за потпредсједнике изабрани: Емило Лабудовић, Страхиња Булајић, Славен Радуновић и Симонида Кордић.
На предсједничким изборима који су у Црној Гори одржани у априлу 2018. године, НСД је као чланица Демократског фронта подржала независног кандидата Младена Бојанића, који је освојио 111.711 гласова (33,40%), изгубивши изборе у првом кругу.

### За будућност Црне Горе и крај Демократског фронта
На парламентарним изборима који су у Црној Гори одржани у августу 2020. године, НСД је наступила у оквиру коалиције За будућност Црне Горе, која је освојила 133.261 гласова (32.55%), односно 27 посланичких мандата, од чега је Новој српској демократији припало 9 мандата.
На локалним изборима одржаним 2020, 2021 и 2022. године, Нова српска демократија је наступила у разним оквирима. Предсједнике Општина има у градовима: Никшић, Пљевља, Будва, Беране и Мојковац, док у градовима: Андријевица, Херцег Нови, Даниловград, Жабљак има предсједника Скупштине Општине.
На парламентарним изборима који су у Црној Гори одржани у августу 2020. године, НСД је наступила у оквиру коалиције За будућност Црне Горе, која је освојила 44.565 гласова (14.74%), односно 13 посланичких мандата, од чега је Новој српској демократији припало 9 мандата.

## Симболи
Симбол Нове српске демократије је плави квадрат, што је ознака политичког конзервативизма. Страначка застава је српска тробојка, а крсна слава странке је Свети Василије Острошки. На политичким скуповима и свечаностима у организацији НСД изводи се свесрпска химна “Боже правде“ и свечана пјесма „Онамо, ’намо“.

## Истакнти чланови

### Чланови Владе Црне Горе
1. др Будимир Алексић, потпредседник Владе
2. Славен Радуновић, министар просторног планирања, урбанизма и државне имовине
3. Симонида Кордић, министарка туризма

### Посланици Скупштине Црне Горе
1. Андрија Мандић, председник Скупштине Црне Горе и Нове српске демократије
2. Јован Јоле Вучуровић, посланик Скупштине Црне Горе
3. Дејан Ђуровић, посланик Скупштине Црне Горе
4. Јелена Божовић, посланица Скупштине Црне Горе
5. Марко Ковачевић, посланик Скупштине Црне Горе
6. Васо Обрадовић, посланик Скупштине Црне Горе
7. Бојана Пићан, посланица Скупштине Црне Горе

### Предсједници општина
1. Марко Ковачевић, председник општине Никшић
2. Дарио Вранеш, предсједник општине Пљевља
3. Вуко Тодоровић, предсједник општине Беране
4. Веско Делић, предсједник општине Мојковац

## Изборни резултати

### Парламентарни избори
| Избори | Коалиција              | # гласова | % од важећих | # посланика | Лидер          |
| ------ | ---------------------- | --------- | ------------ | ----------- | -------------- |
| 2009   |                        | 29.883    | 9,06%        | 8 / 81      | Андрија Мандић |
| 2012   | Демократски фронт      | 82.773    | 22,82%       | 8 / 81      | Андрија Мандић |
| 2016   | Демократски фронт      | 77.784    | 20,32%       | 8 / 81      | Андрија Мандић |
| 2020   | За будућност Црне Горе | 133.261   | 32,55%       | 9 / 81      | Андрија Мандић |
| 2023   | За будућност Црне Горе | 44.565    | 14,74%       | 9 / 81      | Андрија Мандић |

### Председнички избори
| Избори | Кандидат       | #  | 1. круг — гласови | %      | #                          | 2. круг — гласови          | %                          | Детаљи                                   |
| ------ | -------------- | -- | ----------------- | ------ | -------------------------- | -------------------------- | -------------------------- | ---------------------------------------- |
| 2013   | Миодраг Лекић  | 2. | 154.289           | 48,8%  | без другог круга           | без другог круга           | без другог круга           | Нестраначки кандидат Демократског фронта |
| 2018   | Младен Бојанић | 2. | 111.711           | 33,4%  | без другог круга           | без другог круга           | без другог круга           | Нестраначки кандидат Демократског фронта |
| 2023   | Андрија Мандић | 3. | 65.394            | 19,32% | подржала Јакова Милатовића | подржала Јакова Милатовића | подржала Јакова Милатовића |                                          |